# 견고라스
| 이름     | 이름          | 이름        | 도감번호 | 성비                    |
| 한국어   | 일본어        | 영어        | 도감번호 | 성비                    |
| 견고라스 | ガチゴラス    | Tyrantrum   | 전국 697 | 수컷: 87.5% 암컷: 12.5% |
| 포켓몬   | 타입          | 분류        | 신장     | 체중                    |
| 티고라스 | 바위 / 드래곤 | 유군 포켓몬 | 0.8m     | 26.0kg                  |
| 견고라스 | 바위 / 드래곤 | 폭군 포켓몬 | 2.5m     | 270.0kg                 |

| 특성(숨겨진 특성은 *) |          |                                                               |
| 공통                  | 옹골찬턱 | 무는 기술의 위력이 1.5배 상승한다.                            |
| 티고라스              | *옹골참  | HP가 차 있으면 일격에 쓰러지지 않으며 일격기가 통하지 않는다. |
| 견고라스              | *돌머리  | 반동 데미지를 입지 않는다.                                    |

견고라스(Tyrantrum, 일본어: ガチゴラス 가치고라스[*])의 분류는 폭군포켓몬이다.

## 특징
티라노사우루스의 모습을 한 화석 포켓몬으로, 1억년 전의 화석에서 부활한 포켓몬. 티고라스는 제멋대로인 구석이 있어 마음에 들지 않는 일이 있으면 짜증을 내며 난동을 부린다. 큰 턱은 자동차를 아드득아드득 갉아서 부서뜨리는 파괴력을 가졌다. 턱화석을 부활시키면 티고라스를 얻을 수 있다. 시간이 낮인 상태에서 티고라스의 레벨이 39로 오르면 진화한다.
견고라스는 1억년 전의 세계에서는 무적을 자랑하며 왕으로 군림하였다. 최대의 무기는 두꺼운 철판도 종잇장처럼 물어뜯는 커다란 턱이며, 이 턱 때문에 고대 세계에서도 무적이었다고 한다.

## 게임에서의 견고라스
《포켓몬스터 울트라썬·울트라문》에서는 주얼리샵에서 턱화석을 입수후에 복원시키고 진화시켜서 입수 가능하다.

## 애니메이션에서의 견고라스
《포켓몬스터 XY》25화에서 삼채시티 체육관 관장 자크로의 두번째 포켓몬으로 등장한다.